# Epigomphus crepidus
Epigomphus crepidus – gatunek ważki z rodziny gadziogłówkowatych (Gomphidae). Występuje na terenie Ameryki Środkowej.